# Храм на Кастор и Полукс
Храмът на Кастор и Полукс (на латински: Aedes Castoris), наричан още и Храм на Диоскурите е един от най-старите храмове на Римския форум. На това място до 484 пр.н.е. се е намирал храм, посветен на близнаците Кастор и Полукс, синове на бог Юпитер. Храмът е построен по заповед на син на диктатора Аул Постум Албин по случай победата над Тарквиний Горди при езерото Регил в Лацио (499 г. пр.н.е.), при която според легендите се появяват братята-близнаци и му помагат. През I век по заповед на Тиберий храмът е обновен. До наши дни са оцелели само 3 колони в коринтски стил, всяка по 15 м. висока, т.нар. „Три сестри“,
- Храм на диоскурите
- Реконструкция на Храма на диоскурите
- Храмът на диоскурите през 1880 г.